# Strage di Solcio di Lesa
La strage di Solcio di Lesa (Novara) fu un eccidio commesso dai soldati tedeschi quando la Seconda guerra mondiale stava ormai per finire, il 24 marzo 1945. Nell'eccidio furono uccise dieci persone.

## L'eccidio
Il 24 marzo 1945, un soldato tedesco perse la vita in seguito ad uno scontro a fuoco con i partigiani. Il corpo dello stesso fu portato presso l'albergo "Bellavista" di Baveno, all'epoca utilizzato come prigione per la detenzione di partigiani ed ostaggi catturati in occasione dei rastrellamenti nel Cusio, nel Verbano e nell'Alto Vergante. In seguito a tale evento, il comando tedesco ordinò l'uccisione di alcuni dei detenuti. Quella stessa sera, le SS trasportarono con un camion dieci partigiani in località Solcio di Lesa (dove in precedenza era avvenuto lo scontro a fuoco con i partigiani), e qui li uccisero con raffiche di mitra. Dopo l'esecuzione, i tedeschi lanciarono alcune bombe a mano sui cadaveri. Prima della fucilazione, nel passaggio da Belgirate, dal camion tedesco era stata sparata una raffica di mitra che aveva ucciso l'undicesima vittima mentre si stava infilando in un vicolo dell'abitato.

## Le vittime
Le dieci vittime avevano un'età compresa tra i 17 ed i 31 anni. Tre erano fratelli.
- Beltrami Alfonso (23), nato a Valduggia e residente a Orta S.Giulio
- Beltrami Cipriano (31), nato a Valduggia e residente a Orta S.Giulio
- Beltrami Giovanni (24), nato a Valduggia e residente a Orta S.Giulio
- Comina Gian Mario (23), nato a Brescia e residente a Gignese
- Fagnoni Giorgio (17), nato a Stresa e residente a Gignese
- Gobbi Severino (18), nato a Goito e residente a Como
- Lilla Tersilio (20), nato a Sovazza e ivi residente
- Tondina Pietro (18), nato a Sovazza e residente a Gignese
- Torlone Paolo (23), nato a Cimamulera e residente a Belgirate
- Travaini Pietro (17), nato a Dagnente e ivi residente

Gobbi, Torlone e Travaini appartenevano alla divisione partigiana Redi della quale fu anche comandante Aldo Aniasi, gli altri alla Valtoce.
Nel passaggio da Belgirate venne ucciso con una raffica di mitra:
- Simoncini Cesare (25), nato a Firenze e residente a Belgirate